# Tridophyllum rivale
Tridophyllum rivale là loài thực vật có hoa trong họ Hoa hồng. Loài này được (Nutt.) Greene miêu tả khoa học đầu tiên năm 1906.